# Organisation internationale des constructeurs automobiles
L'Organisation internationale des constructeurs automobiles, ou en anglais « International Organization of Motor Vehicle Manufacturers », communément appelée l'OICA, est une fédération de constructeurs automobiles basée à Paris et fondée en 1919. Elle coordonne la communication entre les fabricants, ainsi que d'un certain nombre de salons de l'automobile.
Selon le site officiel de l'OICA, les objectifs généraux de l'organisme sont de défendre les intérêts des constructeurs automobiles, les carrossiers et les importateurs regroupés au sein de leur fédération nationale, et en particulier :
- Étude des questions d'intérêt commun, relatives à l'évolution et l'avenir de l'industrie automobile
- Recueillir et diffuser des informations utiles entre les associations membres
- Mettre en place des politiques et des positions sur les questions d'intérêt mutuel pour les membres
- Représenter l'industrie automobile au niveau international, en particulier avec intergouvernementales et les organismes internationaux,
- Diffuser et promouvoir l'industrie et les positions politiques entre les organismes internationaux et le grand public

## Salons de l'automobile
L'OICA coordonne la planification des salons de l'automobile suivants pour l'année 2016 :
| Nom du salon                                           | Ville d'exposition | Pays         | Mois d'ouverture |
| ------------------------------------------------------ | ------------------ | ------------ | ---------------- |
| Salon international de l'automobile d'Amérique du Nord | Détroit            | États-Unis   | Janvier          |
| Salon de l'automobile de Bruxelles                     | Bruxelles          | Belgique     | Janvier          |
| Salon de l'automobile de Washington                    | Washington         | États-Unis   | Janvier          |
| Exposition de l'automobile de New Delhi                | New Delhi          | Inde         | Février          |
| Salon international de l'automobile de Genève          | Genève             | Suisse       | Mars             |
| Automech Formula                                       | Le Caire           | Égypte       | Mars             |
| Salon international de l'automobile de Bangkok         | Bangkok            | Thaïlande    | Mars             |
| Salon de l'automobile de Zagreb                        | Zagreb             | Croatie      | Avril            |
| Salon de l'automobile de Pékin                         | Pékin              | Chine        | Avril            |
| Istanbul COMVEX                                        | Istanbul           | Turquie      | Mai              |
| Salon International de l'Automobile de Buenos Aires    | Buenos Aires       | Argentine    | Juin             |
| Salon international de l'automobile de Jakarta         | Jakarta            | Indonésie    | Août             |
| Salon international de l'automobile de Moscou          | Moscou             | Russie       | Août             |
| Salon de l'automobile de Hanovre                       | Hanovre            | Allemagne    | Septembre        |
| Mondial de l'automobile de Paris                       | Paris              | France       | Octobre          |
| Salon international de l'automobile de Kiev            | Kiev               | Ukraine      | Novembre         |
| Salon international de l'automobile de São Paulo       | São Paulo          | Brésil       | Novembre         |
| Salon de l'automobile de Los Angeles                   | Los Angeles        | États-Unis   | Novembre         |
| Salon de l'automobile de Bologne                       | Bologne            | Italie       | Décembre         |
| Salon de l'automobile de Tokyo                         | Tokyo              | Japon        | Octobre          |
| Salon de l'automobile de Séoul                         | Séoul              | Corée du Sud | Avril            |